# Муха Леонід Юхимович
Леонід Юхимович Муха (* 23 травня 1926, м. Варшава — 3 травня 2022, м. Миколаїв, Львівська область) — український військовий та ветеранський діяч, політв'язень, Голова Галицького Братства вояків 1-ї Укр. дивізії УНА (2004–10), член Історичного клубу «Холодний Яр». 

## Життєпис
Народився 23 травня 1926 року у Варшаві в родині сотника Армії УНР Юхима Івановича Мухи (1888, с. Пушкарівка, тепер Кам'янський район, Дніпропетровська область) та Валентини Василівни Винничук (1904, м. Дубровиця, Рівненська область).
У 1943 році добровільно зголосився до дивізії «Галичина», пройшов вишкіл на полігон у Гайделяґері, біля Дембіци (Польща). Згодом служив кулеметником 2-ї сотні батальйону «Вільднер» 29-го піхотного полку. Відзначився в боях у Словаччині, за що отримав Срібний нагрудний знак ближнього бою (тільки 5 вояків дивізії отримали цю відзнаку), а також воював у Словенії та Австрії. Потрапив пораненим до американського полону, звідки був переданий до СРСР.  
Проживав на спецпоселенні в Кемерововській області та працював на шахті. 21 червня 1948 заарештований та засуджений за звинуваченнями у зраді батьківщині та антирадянську агітацію. Покарання відбував на Колимі. 
Звільнений у 1955 році, а у 1958-му повернувся до України. Проживав у місті Миколаєві Львівської області, працював на заводі залізобетонного виробництва, де пройшов шлях від слюсаря до бригадира. Згодом очолював РЕМ-контору на заводі. 
Активний учасник ветеранських та патріотичних заходів, очолював Галицьке братство колишніх вояків 1-ої Української дивізії Галичина Української національної армії.
Помер 3 травня 2022 року у Миколаєві, де й похований.

## Твори
- Леонід Муха. «З Австрії на Колиму». Львів 2006, ISBN 966-553-545-5
- Р. Колісник, Б. Маців, Л. Муха. «Дивізія «Галичина» в запитаннях і відповідях ветеранів». Галицька видавнича спілка, Львів 2009. ISBN 978-966-1633-14-7[4]